# مثلث حلایب
مثلث حلایب (به عربی: مثلث حلایب) منطقه‌ای مورد مناقشه بین مصر و سودان است. این منطقه در میان دو کشور یادشده و دریای سرخ محصور است.
مثلث حلایب ۲۰٬۵۸۰ کیلومترمربع مساحت دارد.
قضیه حلایب از سال ۱۹۵۴ تاکنون لاینحل باقی مانده است. دولت سودان از سال ۱۹۵۸ شکایتی را دربارهٔ مناقشه حلایب به شورای امنیت سازمان ملل متحد ارائه کرده است که این پرونده همچنان در نهاد مذکور هست.

## مناقشه
دو کشور سودان و مصر از زمان استقلال سودان در سال ۱۹۵۵ بر سر مناطق حلایب و شلاتین با یکدیگر اختلاف دارند. همان زمان سودان شکایت خود را در سازمان ملل مطرح کرد و سپس در دهه هفتاد از شکایت خود صرف نظر کرد. طبق قطعنامه استقلال کشور، استقلال سودان با مرزهای اداری‌اش که شامل حلایب است تحقق یافت اما در سال ۱۹۵۸ عبدالناصر نیروهای مصری را وارد مثلث حلایب کرد که موجب شد سودان نیز سربازان خود را به این منطقه اعزام کرده و شکایتی علیه قاهره به شورای امنیت ارائه کند اما پس از این که سودان موضع‌گیری خود را ابراز داشت نیروهای مصری از منطقه عقب‌نشینی کرده و حلایب تا سال ۱۹۹۵ که نیروهای مصری مجدداً وارد این منطقه شدند و آن را به اشغال خود درآوردند جزو خاک سودان بود.
پس از تلاش برای ترور حسنی مبارک، رئیس جمهور اسبق مصر، در سال ۱۹۹۲، نیروهای مصری به طور کامل منطقه حلایب و شلاتین را اشغال کردند.